# Sophie Chang

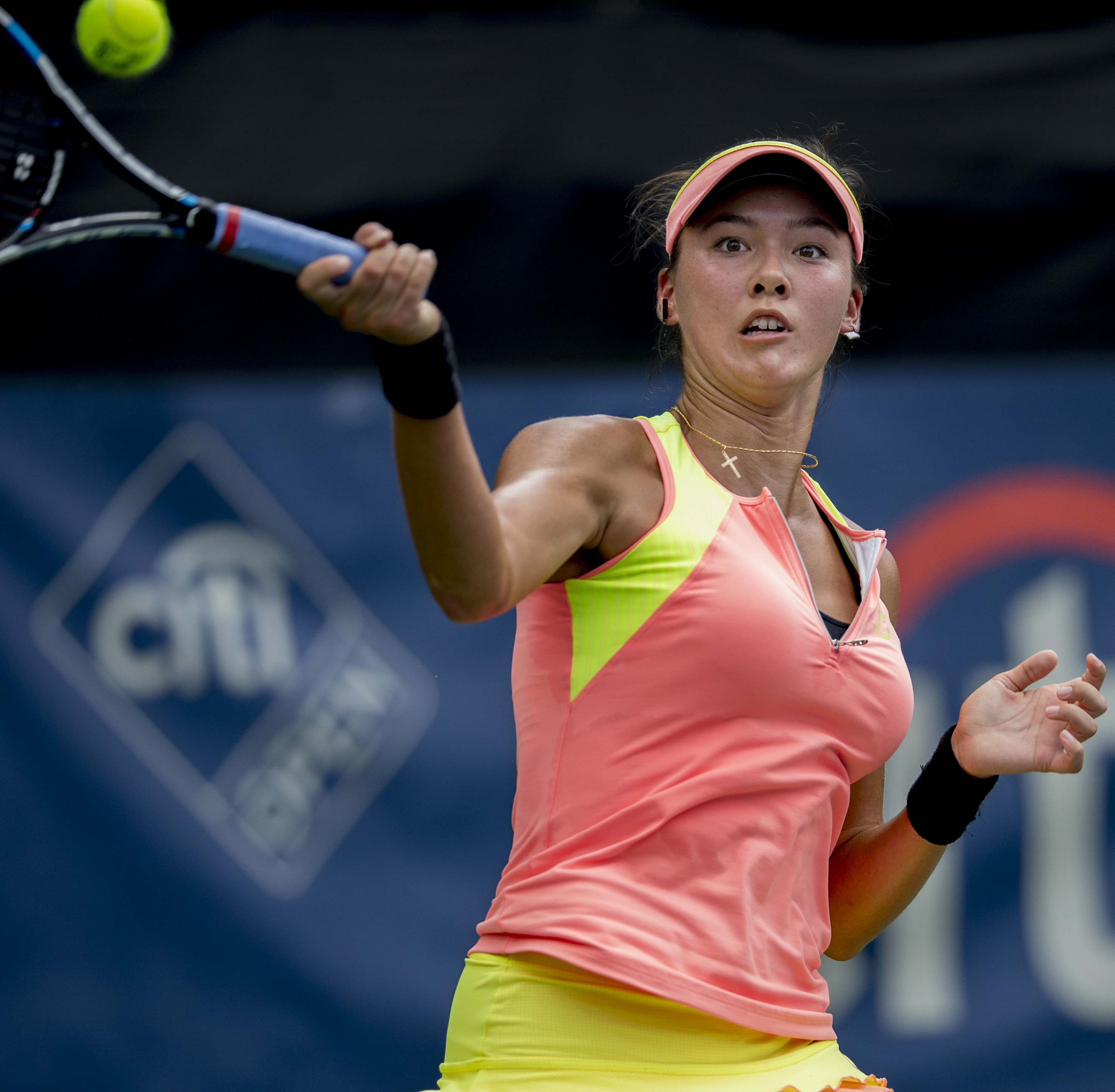
Washington 2017

Sophie Chang (Havre de Grace, 28 mei 1997) is een tennisspeelster uit de Verenigde Staten van Amerika. Chang begon met tennis toen zij drie jaar oud was. Zij speelt rechtshandig en heeft een tweehandige backhand. Zij is actief in het internationale tennis sinds 2014.

## Loopbaan

### Enkelspel
Chang debuteerde in 2014 op het ITF-toernooi van Sumter (VS). Zij stond in 2017 voor het eerst in een finale, op het ITF-toernooi van Jackson (VS) – zij verloor van de Oostenrijkse Barbara Haas. In 2018 veroverde Chang haar eerste titel, op het ITF-toernooi van Orlando (VS), door de Australische Astra Sharma te verslaan. Tot op heden(november 2023) won zij drie ITF-titels, de meest recente in 2022 in Sumter (VS).
In 2019 speelde Chang voor het eerst op een WTA-hoofdtoernooi, op het toernooi van New Haven – zij bereikte er de tweede ronde.

### Dubbelspel
Chang behaalde in het dubbelspel betere resultaten dan in het enkelspel. Zij debuteerde in 2013 op het ITF-toernooi van Landisville (VS), samen met landgenote Alexa Graham. Zij stond in 2014 voor het eerst in een finale, op het ITF-toernooi van Sumter (VS), samen met landgenote Andie Daniell – hier veroverde zij haar eerste titel, door het duo Sonja Molnar en Caitlin Whoriskey te verslaan. Tot op heden(november 2023) won zij 21 ITF-titels, de meest recente in 2023 in Landisville (VS).
In 2017 speelde Chang voor het eerst op een WTA-hoofdtoernooi, op het toernooi van Washington, samen met landgenote Alexandra Mueller. Zij stond in 2022 voor het eerst in een WTA-finale, op het toernooi van Hamburg, samen met landgenote Angela Kulikov – hier veroverde zij haar eerste titel, door het koppel Miyu Kato en Aldila Sutjiadi te verslaan. Daarmee kwam zij binnen op de mondiale top 100. Later dat jaar had zij haar grandslamdebuut op het US Open, door een wildcard die zij samen met landgenote Angela Kulikov ontving – zij wonnen er hun openingspartij.
Haar hoogste notering op de WTA-ranglijst is de 59e plaats, die zij bereikte in september 2022.

## Posities op deWTA-ranglijst
Positie per einde seizoen:
| jaar | rang enkelspel | rang dubbelspel |
| ---- | -------------- | --------------- |
| 2014 | –              | 672             |
| 2015 | 734            | 296             |
| 2016 | 671            | 262             |
| 2017 | 309            | 180             |
| 2018 | 340            | 161             |
| 2019 | 391            | 320             |
| 2020 | 415            | 358             |
| 2021 | 390            | 267             |
| 2022 | 234            | 61              |

## Palmares
| Legenda                 |
| ----------------------- |
| Grandslamtoernooi       |
| Olympische Spelen       |
| Year-End Championships  |
| Premier Mandatory       |
| Premier Five / WTA 1000 |
| Premier / WTA 500       |
| International / WTA 250 |
| Challenger / WTA 125    |

### WTA-finaleplaatsen enkelspel
geen

### WTA-finaleplaatsen vrouwendubbelspel
| nr.              | finale     | toernooi    | ondergrond    | partner        | tegenstandsters                 | score            |         |
| ---------------- | ---------- | ----------- | ------------- | -------------- | ------------------------------- | ---------------- | ------- |
| gewonnen finales |            |             |               |                |                                 |                  |         |
| 1.               | 2022-07-23 | WTA Hamburg | gravel        | Angela Kulikov | Miyu Kato Aldila Sutjiadi       | 6-3, 4-6, [10-6] | details |
| verloren finales |            |             |               |                |                                 |                  |         |
| 1.               | 2023-11-04 | WTA Midland | hardcourt (i) | Ashley Lahey   | Hailey Baptiste Whitney Osuigwe | 6-2, 2-6, [1-10] | details |

### Gewonnen ITF-toernooien enkelspel
| nr. | finale     | toernooi   | dotatie | ondergrond | tegenstandster in finale | score         |
| --- | ---------- | ---------- | ------- | ---------- | ------------------------ | ------------- |
| 1.  | 2018-03-11 | Orlando    | $15.000 | gravel     | Astra Sharma             | 6-3, 7-6      |
| 2.  | 2022-01-16 | Vero Beach | $25.000 | gravel     | Vera Lapko               | 6-1, 1-6, 6-2 |
| 3.  | 2022-06-19 | Sumter     | $25.000 | hardcourt  | Hanna Chang              | 6-2, 4-6, 7-6 |

## Resultaten grandslamtoernooien
| Legenda | Legenda                          |
| ------- | -------------------------------- |
| g.t.    | geen toernooi gehouden           |
| l.c.    | lagere categorie                 |
| –       | niet deelgenomen                 |
| G       | uitgeschakeld in de groepsfase   |
| 1R      | uitgeschakeld in de eerste ronde |
| 2R      | uitgeschakeld in de tweede ronde |
| 3R      | uitgeschakeld in de derde ronde  |
| 4R      | uitgeschakeld in de vierde ronde |
| KF      | uitgeschakeld in de kwartfinale  |
| HF      | uitgeschakeld in de halve finale |
| F       | de finale verloren               |
| W       | het toernooi gewonnen            |
| w-v     | winst/verlies-balans             |

### Enkelspel
geen deelname

### Vrouwendubbelspel
| toernooi        | 2022 | 2023 |
| --------------- | ---- | ---- |
| Australian Open | –    | 1R   |
| Roland Garros   | –    | 1R   |
| Wimbledon       | –    | 1R   |
| US Open         | 2R   | 3R   |